# Adilson Pedro Busin

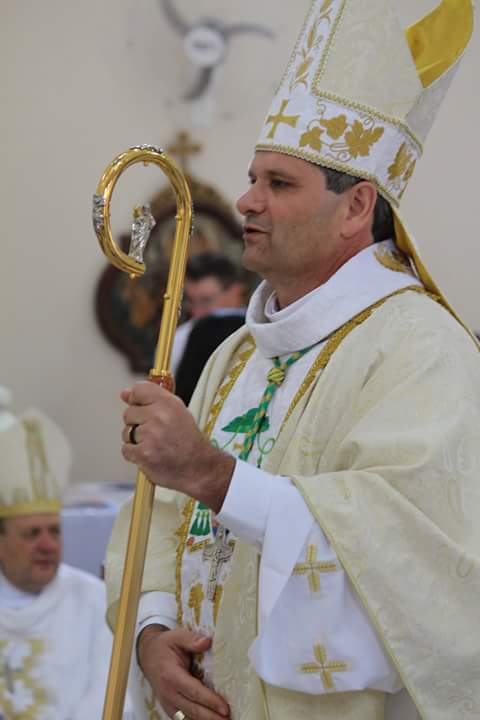
Adilson Pedro Busin (2017)

Bischofswappen als Weihbischof in Porto Alegre

Adilson Pedro Busin CS (* 20. Mai 1965 in Sarandi, Rio Grande do Sul) ist ein brasilianischer Ordensgeistlicher und römisch-katholischer Bischof von Tubarão.

## Leben
Adilson Pedro Busin besuchte ab 1979 das Kleine Seminar der Scalabrini-Missionare. Später trat er der Ordensgemeinschaft der Scalabrini-Missionare bei und legte am 22. Dezember 1985 die erste Profess ab. Er studierte von 1986 bis 1987 Philosophie an der Universidade de Caxias do Sul und von 1989 bis 1993 Katholische Theologie am Theologischen Institut in São Paulo (ITESP). Dort erlangte er bei Afonso Maria Ligório Soares mit der Arbeit Campanha da Fraternidade: o rosto profético da Igreja („Die Kampagne der Brüderlichkeit: das prophetische Gesicht der Kirche“) einen Bacharelado im Fach Katholische Theologie. Parallel zu seinem Studium war er drei Jahre am Instituto Cristóvão Colombo (ICC) tätig. Ferner absolvierte er Praktika in der Zuckerrohrverarbeitung in Guariba (1989), in einer Einrichtung für Migranten in Rondônia (1990) und bei den Kautschukzapfern in Acre (1991). Busin legte am 31. Mai 1992 die ewige Profess ab. Am 9. Januar 1993 empfing er das Sakrament der Priesterweihe.
Busin war zunächst verantwortlich für die Berufungspastoral am Priesterseminar Nossa Senhora de Caacupe in Ciudad del Este in Paraguay und leitete zusätzlich ab 1994 als Rektor das Kleine Seminar Santa Rosa del Monday. 1996 wurde Adilson Pedro Busin für weiterführende Studien nach Rom entsandt, wo er 1999 an der Päpstlichen Universität der Salesianer ein Lizenziat im Fach Erziehungswissenschaft erwarb. Neben seinem Studium wirkte er als Seelsorger für die lateinamerikanischen Gläubigen in der Pfarrei Santa Lucia. Im Jahr 2000 kehrte er in seine Heimat zurück und wurde zunächst stellvertretender Novizenmeister seiner Ordensgemeinschaft in Porto Alegre und 2001 schließlich Novizenmeister. Von 2004 bis 2007 war er Provinzialvikar und von 2007 bis 2013 Provinzial der Ordensprovinz São Pedro der Scalabrini-Missionare. Anschließend fungierte Busin als Regionalvikar und -sekretär der südamerikanischen Ordensprovinz Nossa Senhora dos Migrantes seiner Ordensgemeinschaft. Ab 2015 war er zusätzlich erneut als Novizenmeister in Porto Alegre tätig. Zudem leitete er die ordenseigene Unterstützungsorganisation für Migranten. Darüber hinaus gehörte er von 2007 bis 2015 dem Scalabrini International Migration Network (SIMN) an.
Am 27. Januar 2016 ernannte ihn Papst Franziskus zum Titularbischof von Guardialfiera und zum Weihbischof in Porto Alegre. Die Bischofsweihe spendete ihm der Bischof von Caxias do Sul, Alessandro Carmelo Ruffinoni CS, am 30. April desselben Jahres in der Kirche Nossa Senhora de Lourdes in Sarandi; Mitkonsekratoren waren der Erzbischof von Porto Alegre, Jaime Spengler OFM, und der emeritierte Bischof von Dourados, Redovino Rizzardo CS. Busin wählte den Wahlspruch Servo e peregrino no amor („Diener und Pilger der Liebe“). Als Weihbischof war er zudem verantwortlich für die Caritas sowie für die Sozialpastoral und die Obdachlosenseelsorge im Erzbistum Porto Alegre. Überdies wirkte er als Kaplan des Fußballvereins Grêmio Porto Alegre und an der Generalkurie der Irmãs do Coração Imaculado de Maria in Porto Alegre sowie als Prokurator der Stiftung Pão dos Pobres. Darüber hinaus gehörte er dem Priesterrat und dem Konsultorenkollegium an.
In der Brasilianischen Bischofskonferenz gehörte Busin der Kommission für die Missionsarbeit und die zwischenkirchliche Zusammenarbeit an. Ferner war er zuständig für die Comissão Missionária do Regional (COMIRE) sowie für die Sonderkommission für Menschenhandel der Brasilianischen Bischofskonferenz und ab 2019 für die Kommission zur seelsorglichen Betreuung der im Ausland lebenden Brasilianer. Außerdem fungierte er als verantwortlicher Bischof für die Migranten in der Region Sul 3 und von 2019 bis 2023 als Sekretär der Region.
Papst Franziskus bestellte ihn am 3. Mai 2023 zum Bischof von Tubarão. Die Amtseinführung erfolgte am 2. Juli desselben Jahres.